# Diga di Piora
La diga di Piora o diga del Ritòm è una diga a gravità situata in Svizzera, nel Canton Ticino, nel comune di Quinto.

## Descrizione
Ha un'altezza di 27 metri e il coronamento è lungo 309 metri. Il volume della diga è di 36.000 metri cubi.
Il lago creato dallo sbarramento, il lago Ritom, ha un volume massimo di 53,9 milioni di metri cubi, una lunghezza di 2,5 km e un'altitudine massima di 1850 m s.l.m.
Lo sfioratore ha una capacità di 86 metri cubi al secondo.
Le acque del lago vengono sfruttate dalle Ferrovie Federali Svizzere (FFS), che forniscono energia alle proprie linee ferroviarie.

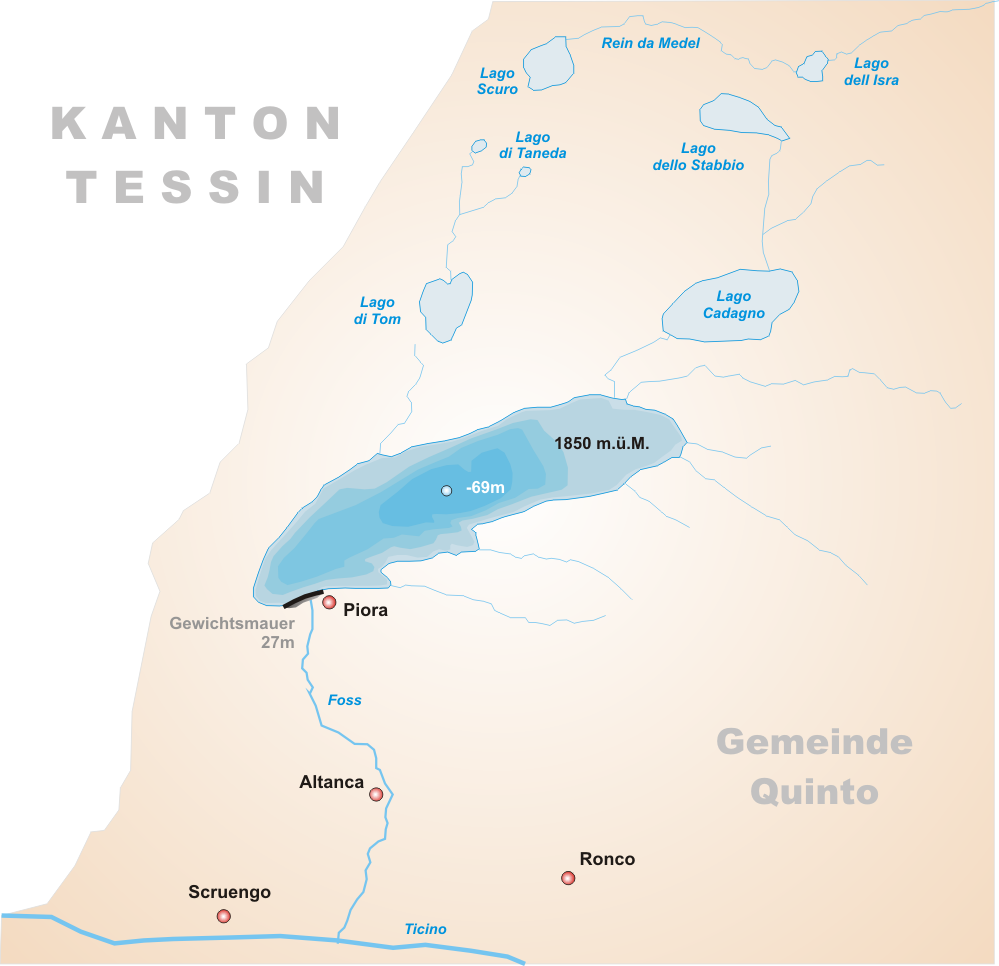
Mappa del lago